# Françoise Dupont
Françoise Dupont, död efter 1796, var en fransk militant revolutionär jakobin, verksam under den franska revolutionen.
Hon var gift med soldaten Barbant (Barbaux, Barbaut), som sedan 1792 var i fält, och arbetade som tvätterska. 
Hon gjorde sig känd som en av de mest strikta jakobinerna under skräckväldet. Hon var verksam som angivare åt jakobinerna under skräckväldet och bidrog i utrensningarna av oliktänkande och kontrarevolutionärer, och många angivningar från henne finns bevarade i arkiven, bland dem hennes angivning av nunnorna i klostersjukhuset Maison de Hospitalieres, vilka hon angivit sedan hon låtsats vara en kontrarevolutionär patient. 
Efter Robespierres fall medverkade hon i Lagrelet-konspirationen 1795, då hon uppviglade hungrande kvinnor till upplopp mot regeringen. Hon angavs själv och utpekades som en av de mest ökända tricoteuse, "stickerskorna", en karikatyr av blodtörstiga kvinnor som satt vid giljotinens fot och stickade medan de gladde sig åt avrättningarna i jakobinsk nit. Hon ska ha angett åtminstone trettiofem personer, som halshöggs. Hon lyckades dock undvika arrest genom att flytta och en amnesti utfärdades 1796.